# Ніна (містечко, Вісконсин)
Ніна (англ. Neenah) — місто (англ. town) в США, в окрузі Віннебаґо штату Вісконсин. Населення — 3702 особи (2020).

## Демографія
Згідно з переписом 2010 року, у місті мешкало 3237 осіб у 1228 домогосподарствах у складі 976 родин. Було 1276 помешкань
Расовий склад населення:
| - 97,3 % — білих - 1,1 % — азіатів - 0,4 % — корінних американців - 0,4 % — чорних або афроамериканців |

До двох чи більше рас належало 0,6 %. Частка іспаномовних становила 1,5 % від усіх жителів.
За віковим діапазоном населення розподілялося таким чином: 24,3 % — особи молодші 18 років, 62,9 % — особи у віці 18—64 років, 12,8 % — особи у віці 65 років та старші. Медіана віку мешканця становила 43,6 року. На 100 осіб жіночої статі у місті припадало 99,2 чоловіків;  на 100 жінок у віці від 18 років та старших — 99,2 чоловіків також старших 18 років.
Середній дохід на одне домашнє господарство  становив 88 543 долари США (медіана — 72 839), а середній дохід на одну сім'ю — 99 115 доларів (медіана — 88 304). Медіана доходів становила 60 288 доларів для чоловіків та 40 684 долари для жінок. За межею бідності перебувало 10,5 % осіб, у тому числі 25,7 % дітей у віці до 18 років та 0,0 % осіб у віці 65 років та старших.
Цивільне працевлаштоване населення становило 1684 особи. Основні галузі зайнятості: виробництво — 28,4 %, освіта, охорона здоров'я та соціальна допомога — 20,1 %, роздрібна торгівля — 12,4 %, науковці, спеціалісти, менеджери — 7,1 %.